# Mihir Kumar Roy
Mihir Kumar Roy fue un diplomático indio.
- En 1955 fue segundo secretario de embajada en Teherán.
- En 1959 fue secretario de embajada en Ottawa.
- En 1964 fue primer secretario de embajada en Colombo.
- En 1965 fue Alto Comisionado adjunto en Daca.
- De 1969 a 1970 fue Cónsul en Odessa.
- En 1972 fue primer secretario de embajada en París.
- De 1974 a 1975 fue embajador en Helsinki (Finlandia).[1]